# William Nicol
William Nicol (Humbie, 1770 – Edimburgo, 2 settembre 1851) è stato un fisico e geologo scozzese.
Insegnò fisica per molti anni all'Università di Edimburgo, dove ebbe fra i suoi più illustri allievi Maxwell. Effettuò molte ricerche su un campo allora inesplorato, la polarizzazione della luce. Nel 1828 ideò il prisma di Nicol che mette in evidenza la birifrangenza della luce, parte integrante di molti polarimetri e microscopi per l'osservazione dei minerali. 
Suoi approfonditi studi sulla struttura dei cristalli hanno portato all'opera fondamentale nel settore On the microscopical structure of crystal, del 1851.
In suo onore è stata denominata la catena di creste lunari Dorsum Nicol, oltre ai Nicol Crags, spuntoni rocciosi situati nei Monti Read, che fanno parte della Catena di Shackleton, nella Terra di Coats in Antartide. 